# Skandar Keynes
Skandar Amin Casper Keynes (* 5. September 1991 in London) ist ein ehemaliger britischer Filmschauspieler. Bekannt ist er durch seine Rolle des Edmund Pevensie in der Literaturverfilmung Die Chroniken von Narnia.

## Leben
Keynes wurde als Sohn des Autors Randal Keynes und der aus dem Libanon stammenden Zelfa Cecil Hourani in London geboren. Der Name Skandar ist eine aus dem Arabischen kommende Variante von Alexander. Seine ältere Schwester, Soumaya, ist auf BBC Radio 4 zu hören. Er ist ein Urururenkel des Wissenschaftlers Charles Darwin und Urenkel von Geoffrey Keynes; sein Urgroßvater Edgar Adrian gewann 1932 den Nobelpreis für Medizin.
Sein Filmdebüt gab Skandar 2003 im Alter von 12 Jahren in der Verfilmung des Lebens von Enzo Ferrari. Im Fernsehfilm Enzo Ferrari stellte er den jungen Rennfahrer dar.
Größere Bekanntheit erlangte er im Jahr 2005 als Edmund Pevensie, einer der vier Hauptrollen in Die Chroniken von Narnia: Der König von Narnia. Da er zu dieser Zeit im Stimmbruch war, musste seine Schwester Soumaya Keynes einiges von seiner Rolle nachsynchronisieren. Es folgten die zwei Fortsetzungen Die Chroniken von Narnia: Prinz Kaspian von Narnia im Juli 2008 und Die Chroniken von Narnia: Die Reise auf der Morgenröte Ende Dezember 2010, in denen er diese Rolle wieder aufnahm.
Zwischen 2000 und 2005 absolvierte Skandar die Anna Scher Theatre School in Islington, eines Stadtteils von London. Anschließend besuchte er die City of London School für Jungen. Von 2010 bis 2014 studierte Keynes arabische, persische und nahöstliche Geschichte an der University of Cambridge.
Keynes gab 2016 bekannt, seine Karriere als Schauspieler zu beenden. Er ist heute parlamentarischer Mitarbeiter des konservativen Abgeordneten Crispin Blunt.

## Filmografie
- 2001: Victoria Died in 1901 and Is Still Alive Today (Fernsehfilm)
- 2003: Enzo Ferrari (Ferrari)
- 2005: Die Chroniken von Narnia: Der König von Narnia (The Chronicles of Narnia: The Lion, the Witch and the Wardrobe)
- 2008: Die Chroniken von Narnia: Prinz Kaspian von Narnia (The Chronicles of Narnia: Prince Caspian)
- 2010: Die Chroniken von Narnia: Die Reise auf der Morgenröte (The Chronicles of Narnia: The Voyage of the Dawn Treader)